# Museum bij het Scala-theater
Het Museum bij het Scala-theater (Italiaans: Museo teatrale alla Scala) is een museum in het Casino Ricordi, direct naast het Scala-theater in Milaan. Het museum bezit een uitgebreide collectie toneelkostuums, kostuumschetsen, brieven, portretten, manuscripten en oude muziekinstrumenten.

## Geschiedenis

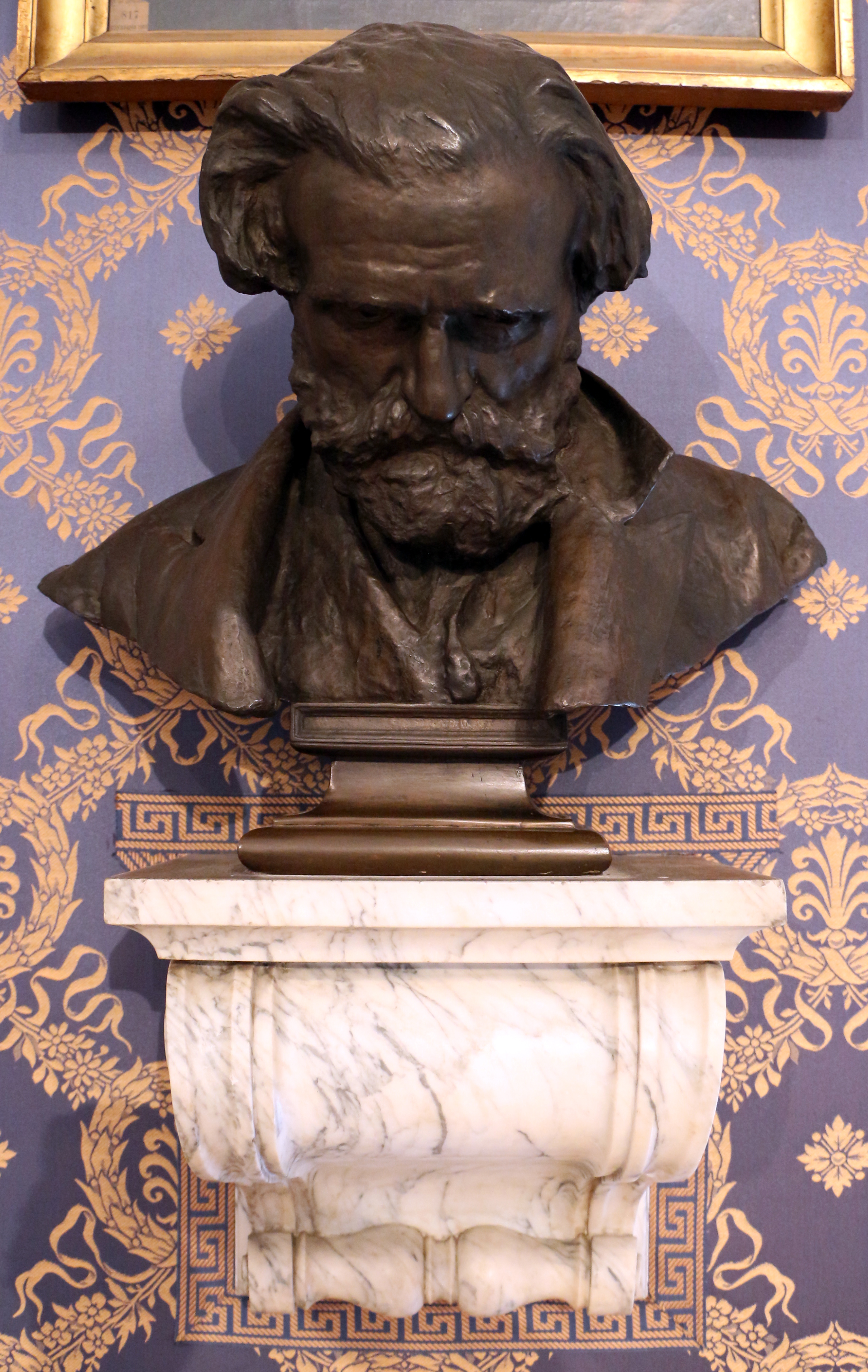
Buste van Verdi

Het begin van het museum ligt in 1911, toen bij een veiling in Parijs de privécollectie van de Parijse antiquair en theaterliefhebber Jules Sambon werd aangekocht. De aankoop was mogelijk dankzij een openbare inschrijving en een overheidsbijdrage. Het was de bedoeling dat de collectie een beeld zou geven van de geschiedenis van het theater vanaf de Oudheid tot de tegenwoordige tijd. Aanvankelijk ging het daarbij niet specifiek om het Scala-theater. De officiële opening van het museum was op 8 maart 1913.
In de daaropvolgende jaren groeide de collectie aanzienlijk dankzij schenkingen en aankopen. Tijdens de Tweede Wereldoorlog werd de collectie op een veilige plek ondergebracht en na de oorlog werd het museum weer opnieuw ingericht onder leiding van Fernanda Wittgens. Het museum telt veertien zalen. Hierin zijn portretten en marmeren borstbeelden te zien van een groot aantal componisten, dirigenten en musici uit de 19e en 20e eeuw. Ook zijn er muziekinstrumenten te zien. Verder hangen er schilderijen waarop het Scala-theater is afgebeeld. Een daarvan is het schilderij van Angelo Inganni uit 1852 met daarop de voorgevel van het theater, toen dat nog tegen andere gebouwen aanstond en het ervoor liggende plein er nog niet was.
Bijzondere stukken van het museum zijn onder meer:
- een virginaal uit de 17e eeuw van Francesco Guaracino, dat volledig beschilderd is
- een verzameling porselein afkomstig uit Capodimonte (zone in Napels), Doccia (te Sesto Fiorentino) en Meißen (oostelijk Duitsland) met voorstellingen van toneelmaskers voor de commedia dell'arte, van muzikanten, muziekinstrumenten en dansers
- een archeologische afdeling met antieke vazen, waarop dansers, muziekinstrumenten of gladiatorenspelen te zien zijn. Ook is er een verzameling olielampen en beeldjes van danseressen en acrobaten.
- een verzameling marionetten en poppenkastpoppen uit Italië vanaf de 18e eeuw. Deze maakten grotendeels deel uit van een schenking van Renato Simoni. Er zijn marionetten uit Venetië, poppen uit de Siciliaanse Opera dei Pupi, poppenkastpoppen van Enrico Manzoni en Francesco Campogalliani. Ten slotte zijn er nog enkele marionetten uit Birma.

## Bibliotheek

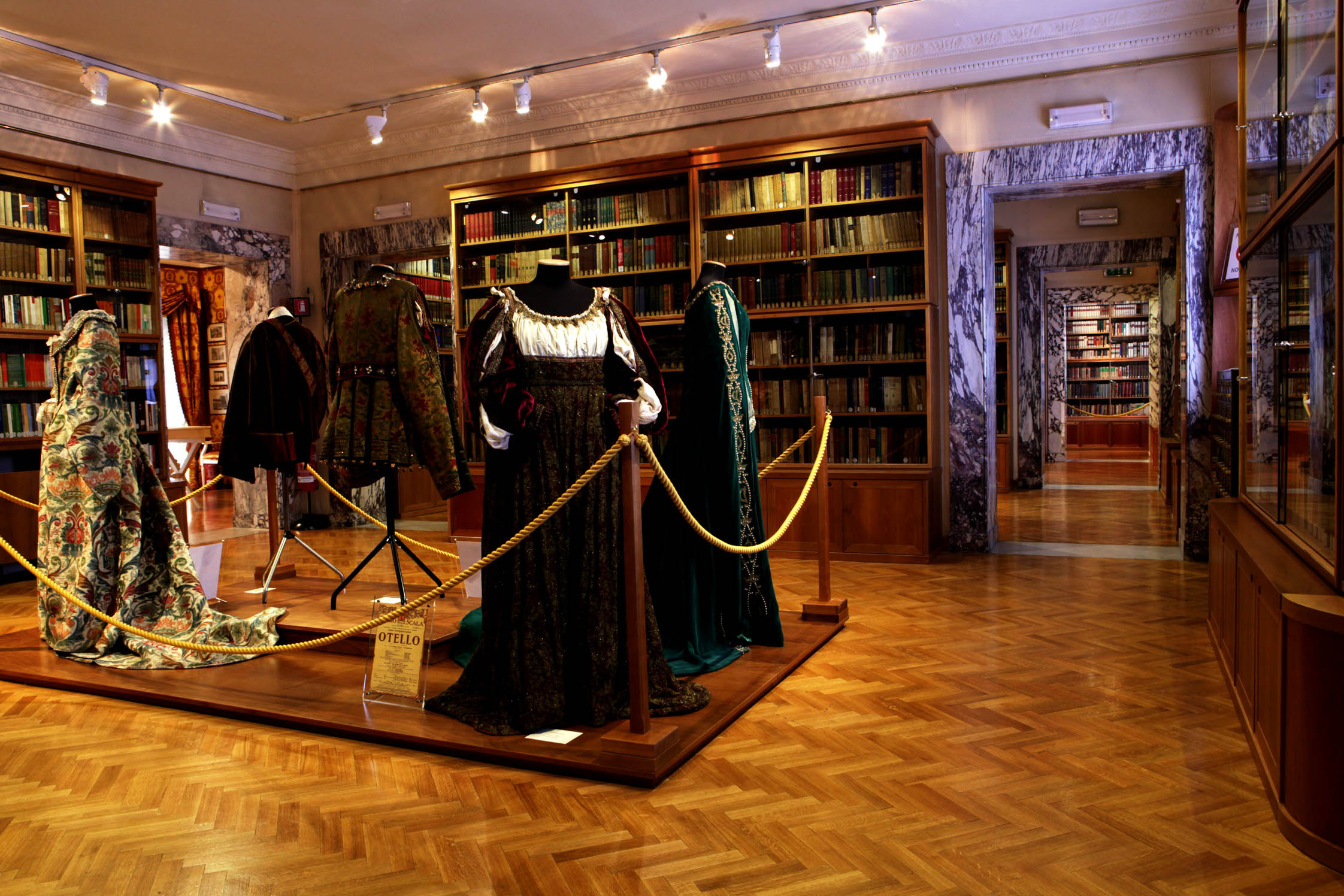
Een van de zalen van de bibliotheek

Bij het museum hoort de Livia Simoni-bibliotheek met circa 10.000 banden op het gebied van theatergeschiedenis, -kritiek en bladmuziek. In 1954 werd bij testament de hele collectie boeken (40.000 banden) van de theatercriticus en komedieschrijver Renato Simoni aan de bibliotheek geschonken. Ter herinnering aan zijn moeder werd de bibliotheek naar haar vernoemd. Later kwamen nog twee andere grote verzamelingen boeken in de bibliotheek terecht: die van de acteur Ruggero Ruggeri (aangekocht en geschonken door de Cassa di Risparmio, een bank in de regio Lombardije) en die van de schrijver Arnaldo Fraccaroli (een schenking van zijn zoon).
Momenteel bestaat de bibliotheek uit ongeveer 150.000 banden. Deze wordt gezien als een van de belangrijkere op het gebied van theater, opera, muziek en dans. Deel van de collectie zijn zeldzame boeken vanaf het einde van de 15e eeuw op het gebied van de verschillende theatergenres. Ook zijn er kostbare geïllustreerde boeken uit de 16e eeuw en een groot aantal manuscripten, vaak ook met aantekeningen van de schrijver erbij.

## Archief
Onderdeel van de bibliotheek is ook een archief. Hier wordt een collectie decorschetsen, kostuumschetsen, foto's, affiches en operalibretto's bewaard, alsmede brieven van regisseurs, componisten en zangers, die vanaf de 17e eeuw tot heden hebben samengewerkt met het Scala-theater. Verder zijn er talloze handgeschreven muziekpartituren van Giuseppe Verdi, Gioachino Rossini, Giacomo Puccini en Gaetano Donizetti. Ook zijn er enkele manuscripten van volledige muziekstukken en opera's, zoals de Messa di Requiem van Verdi en de Tancredi van Gioachino Rossini.

## Galerij

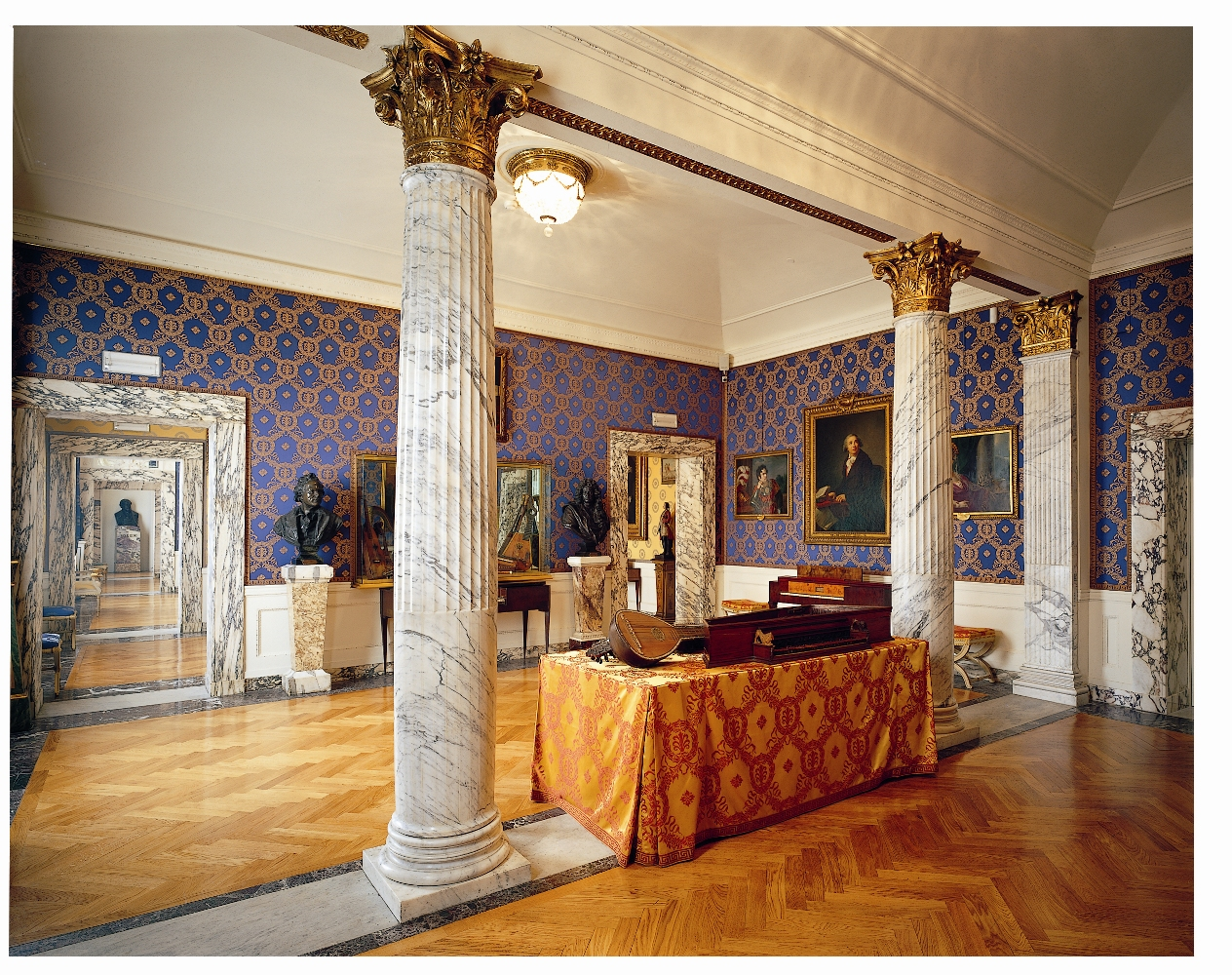
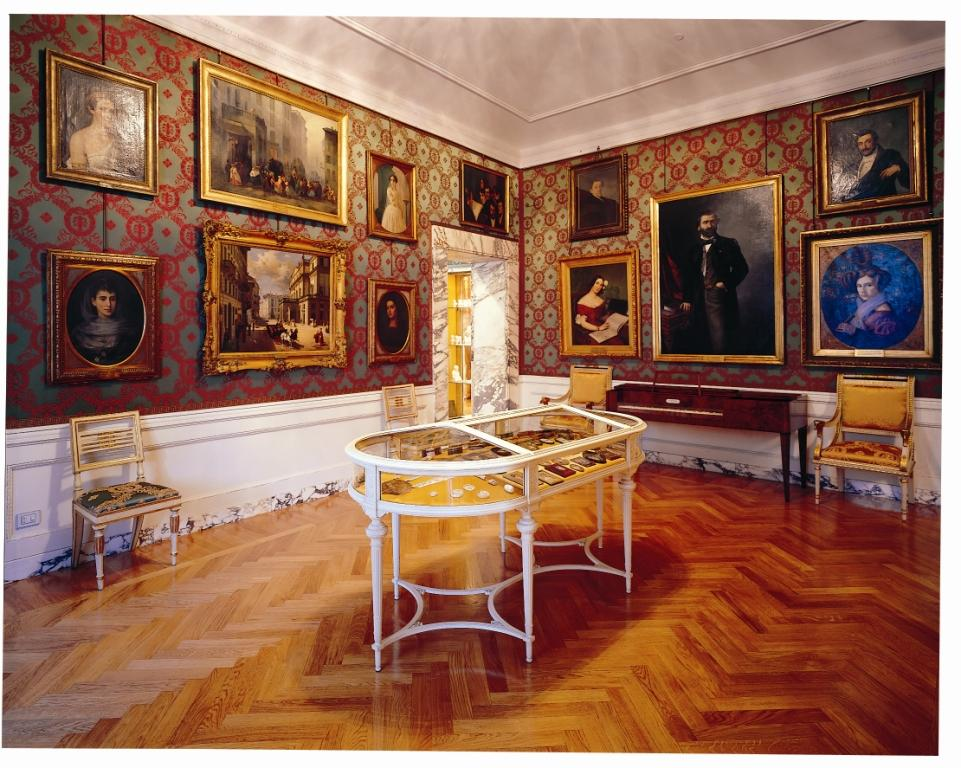
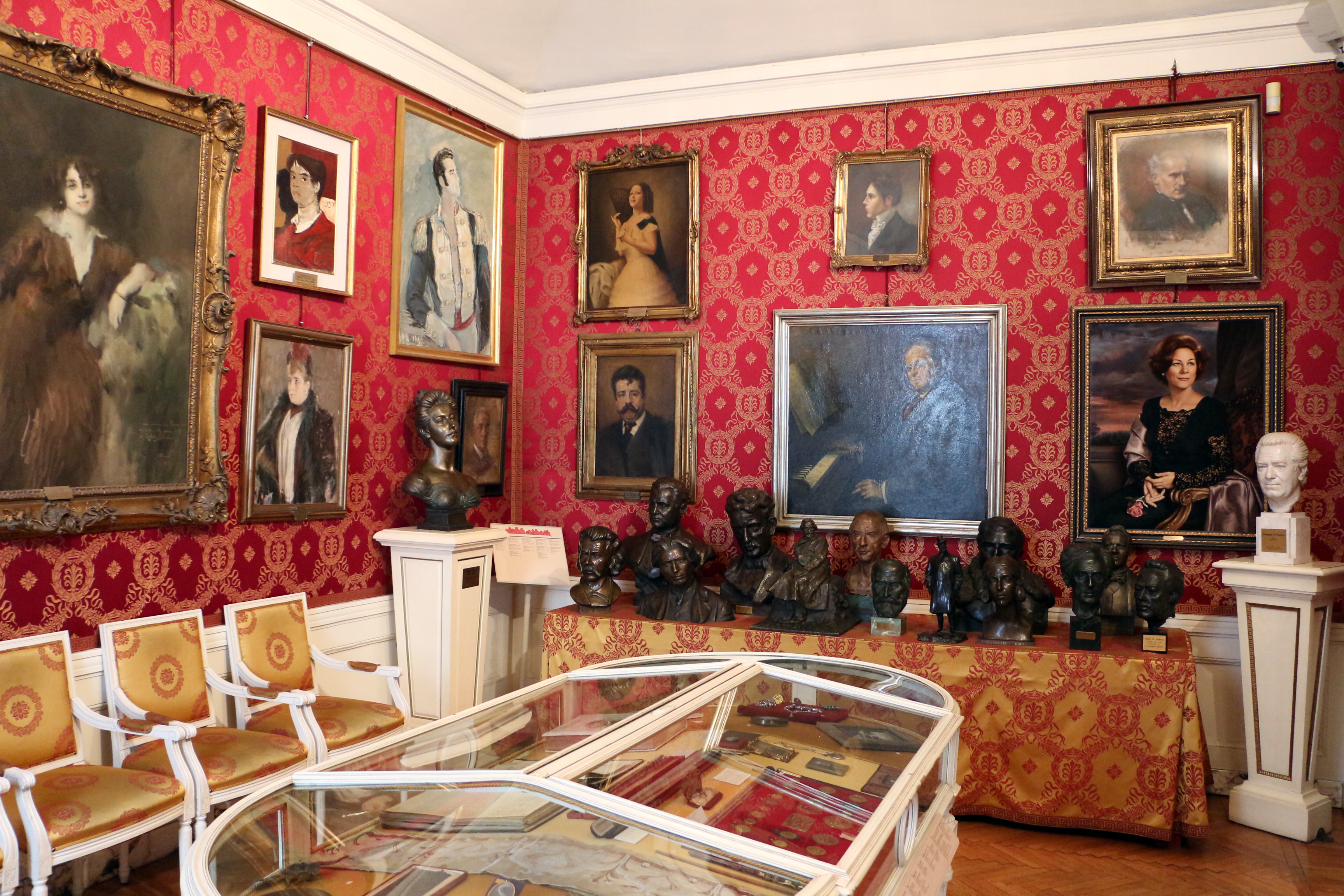
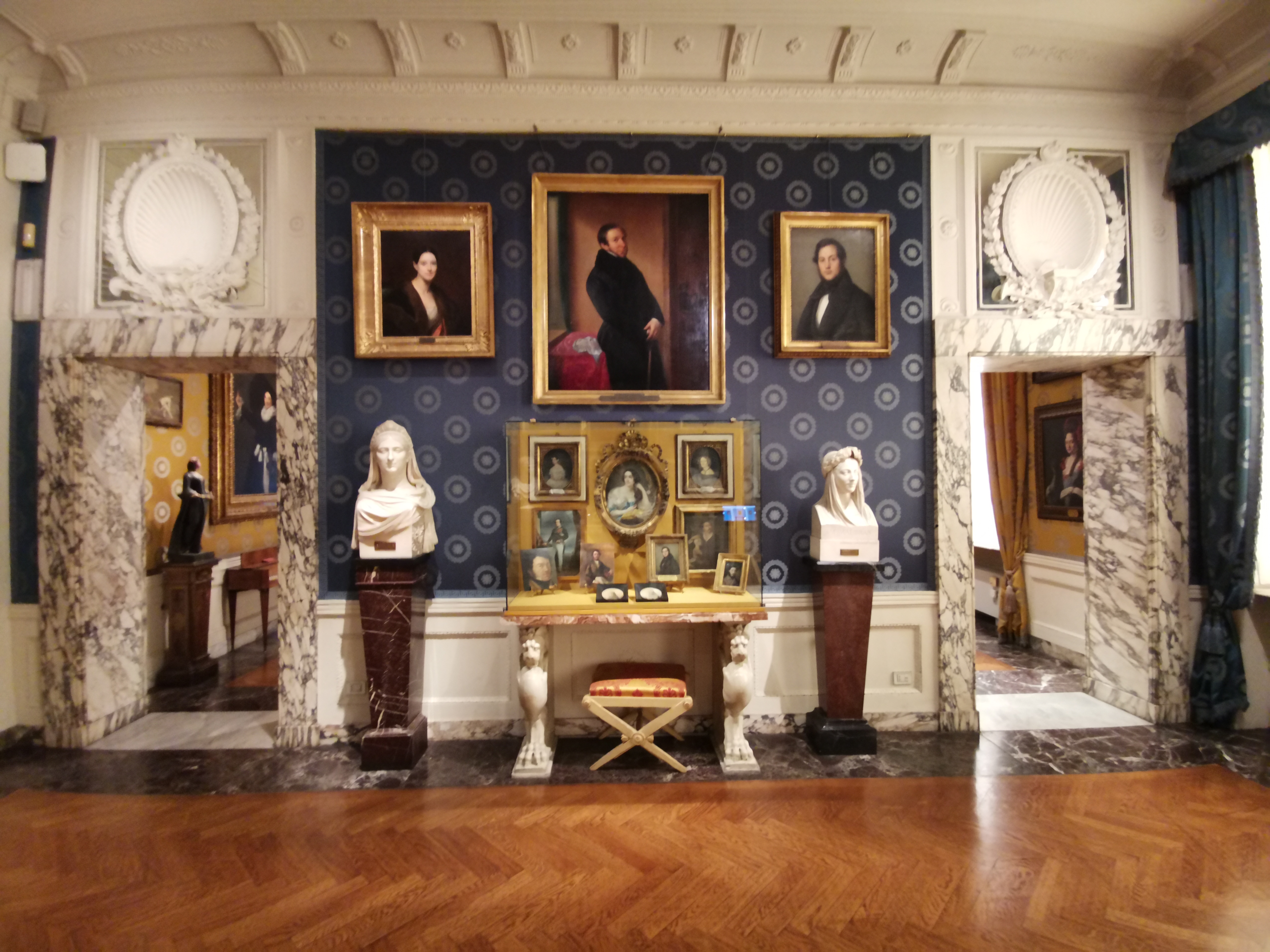
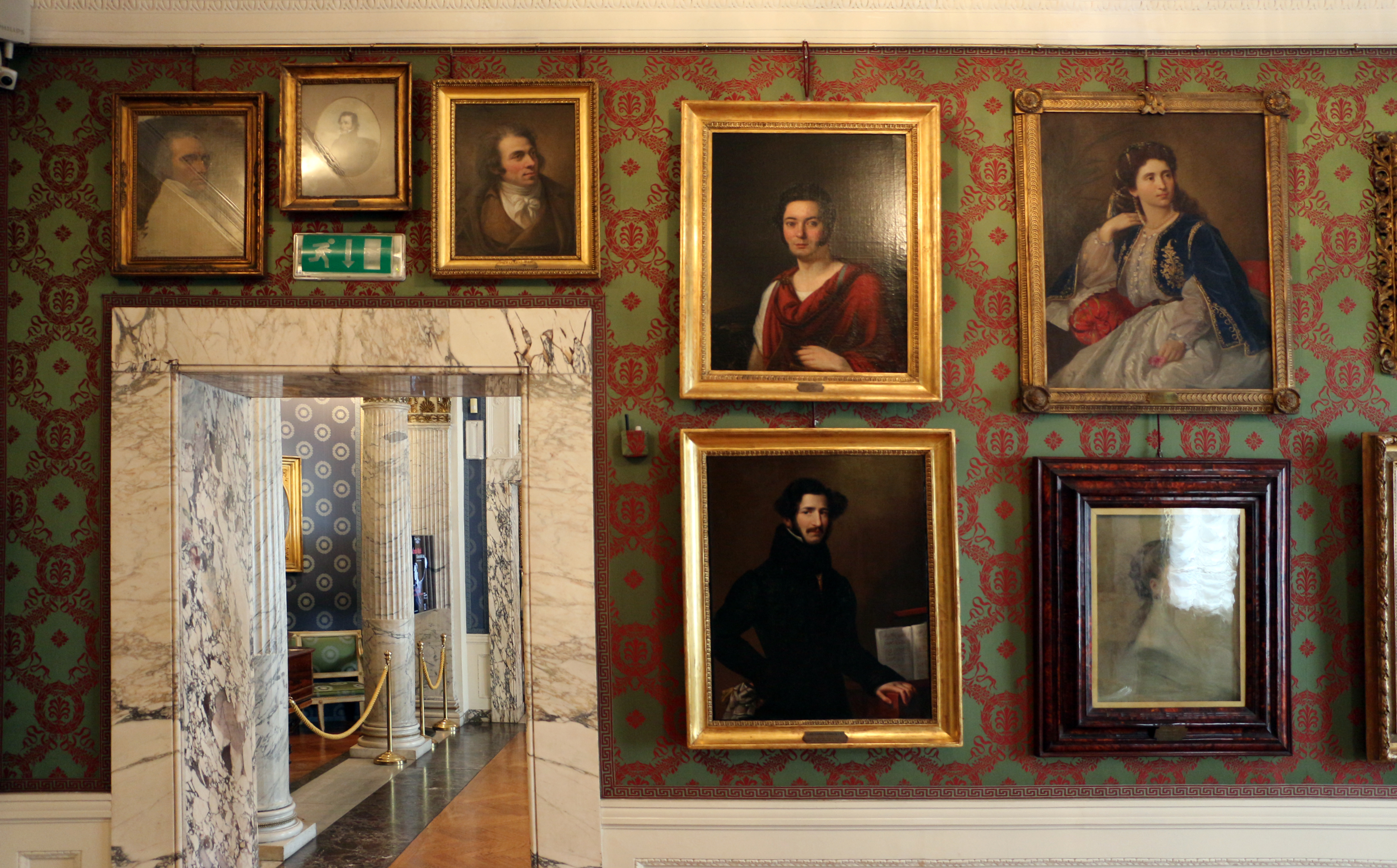
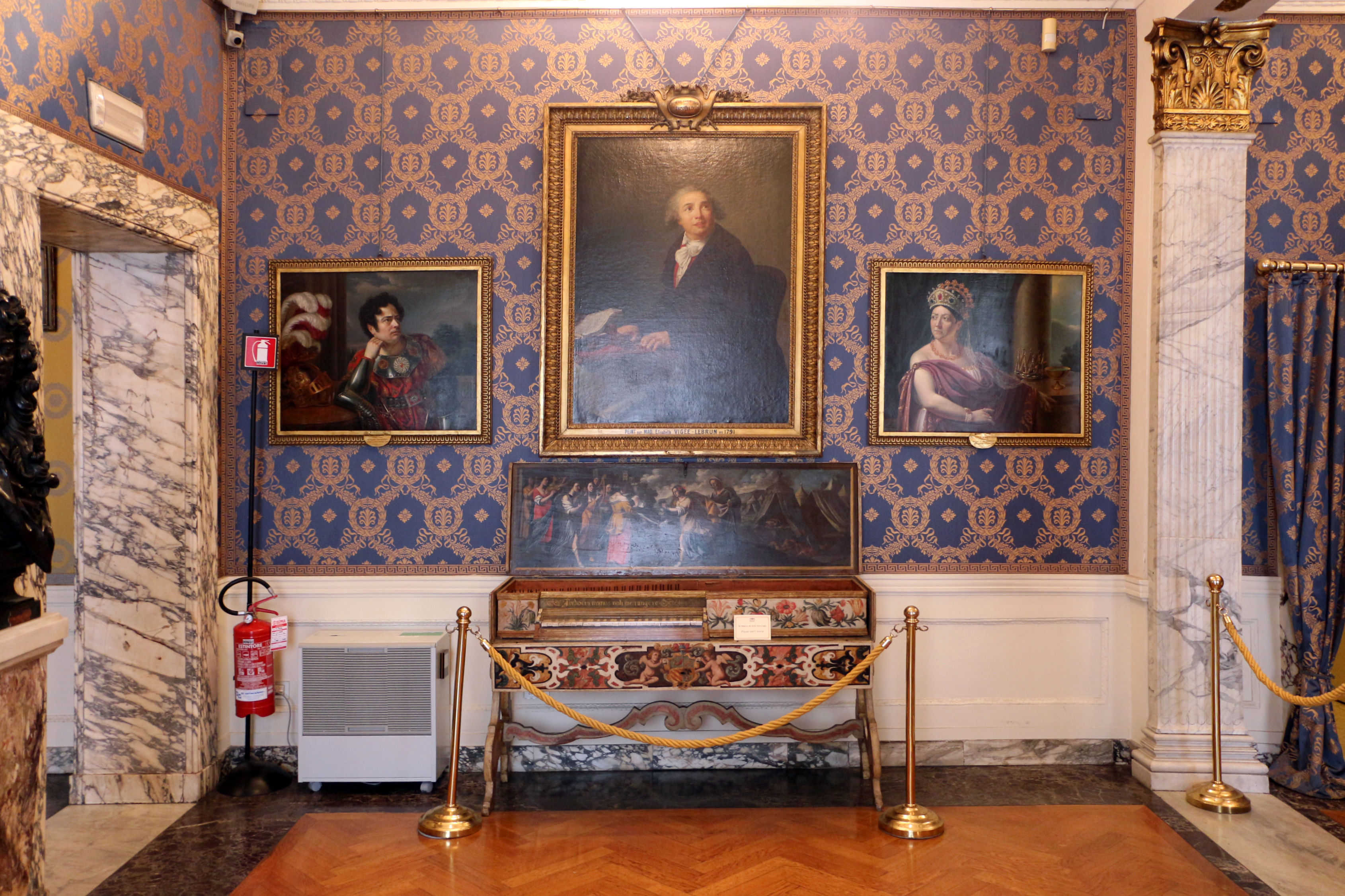
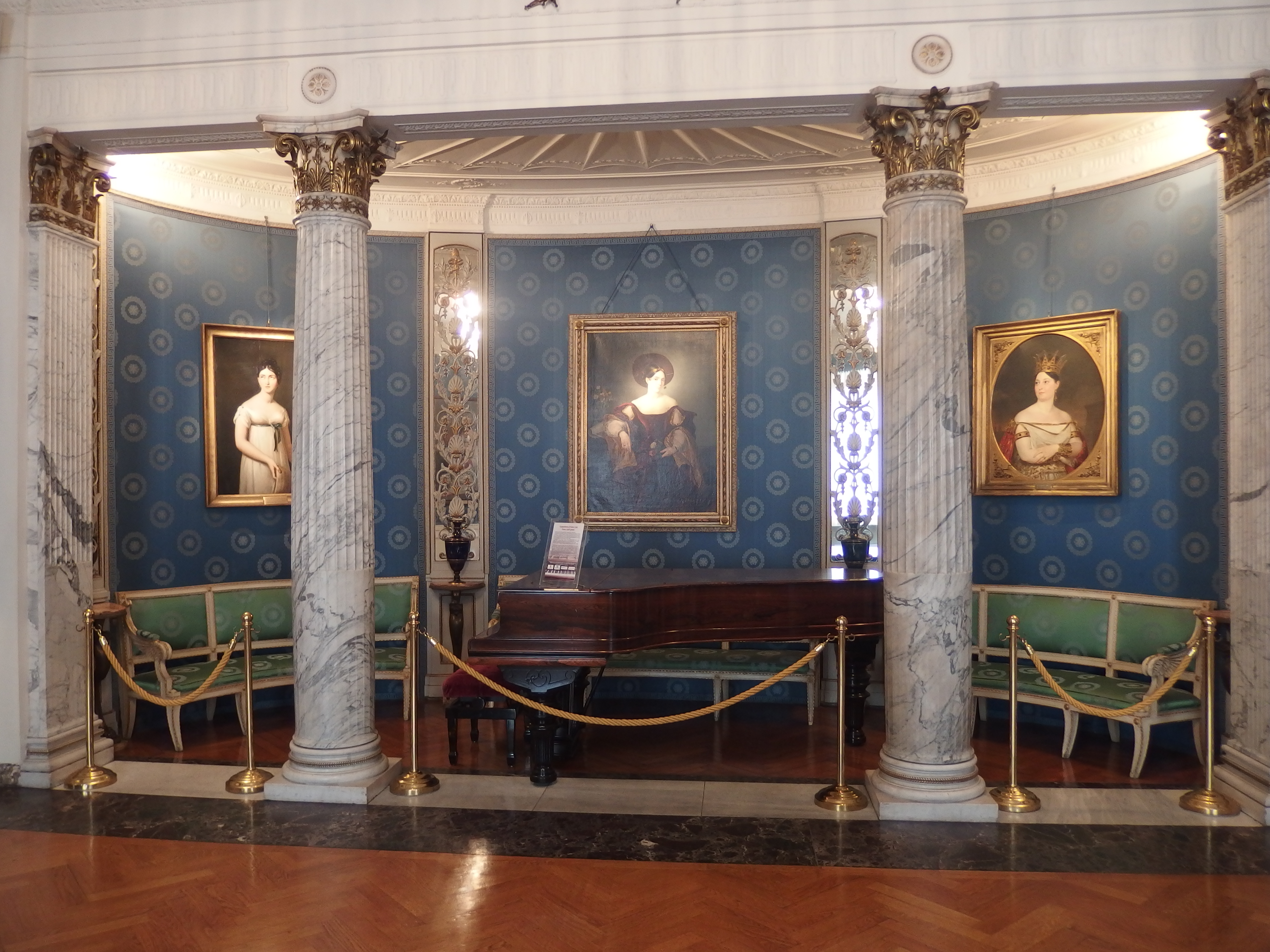
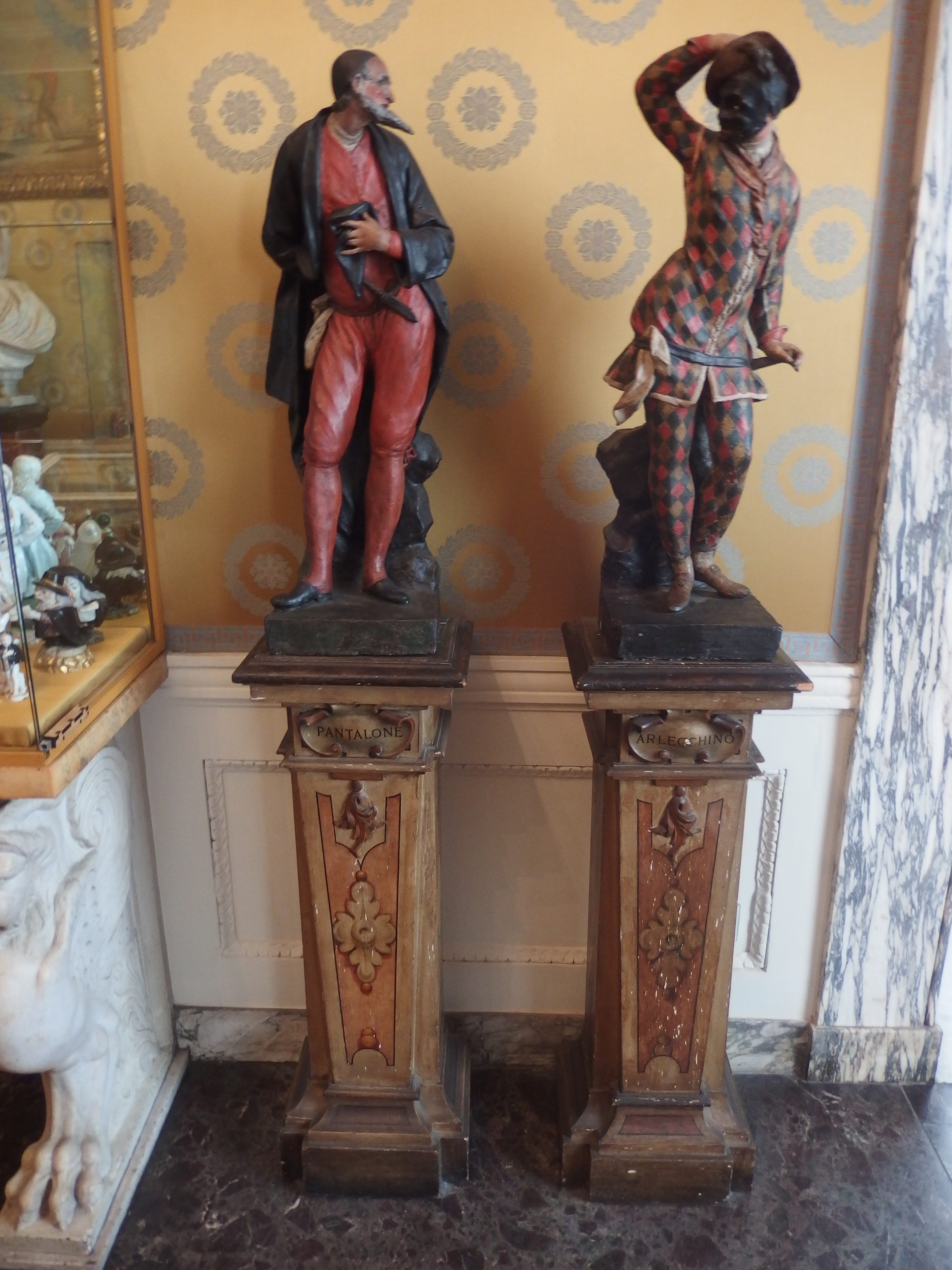
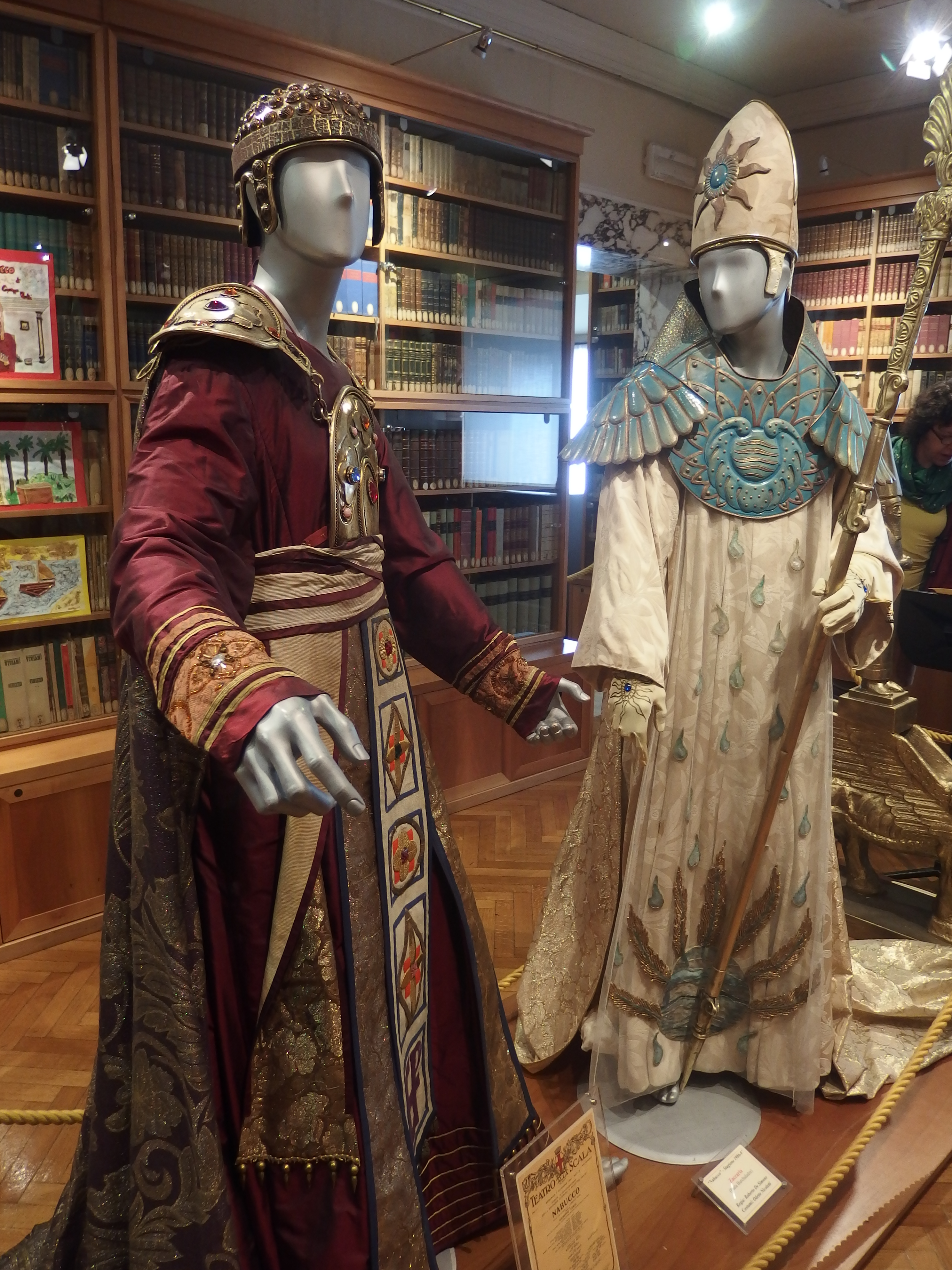
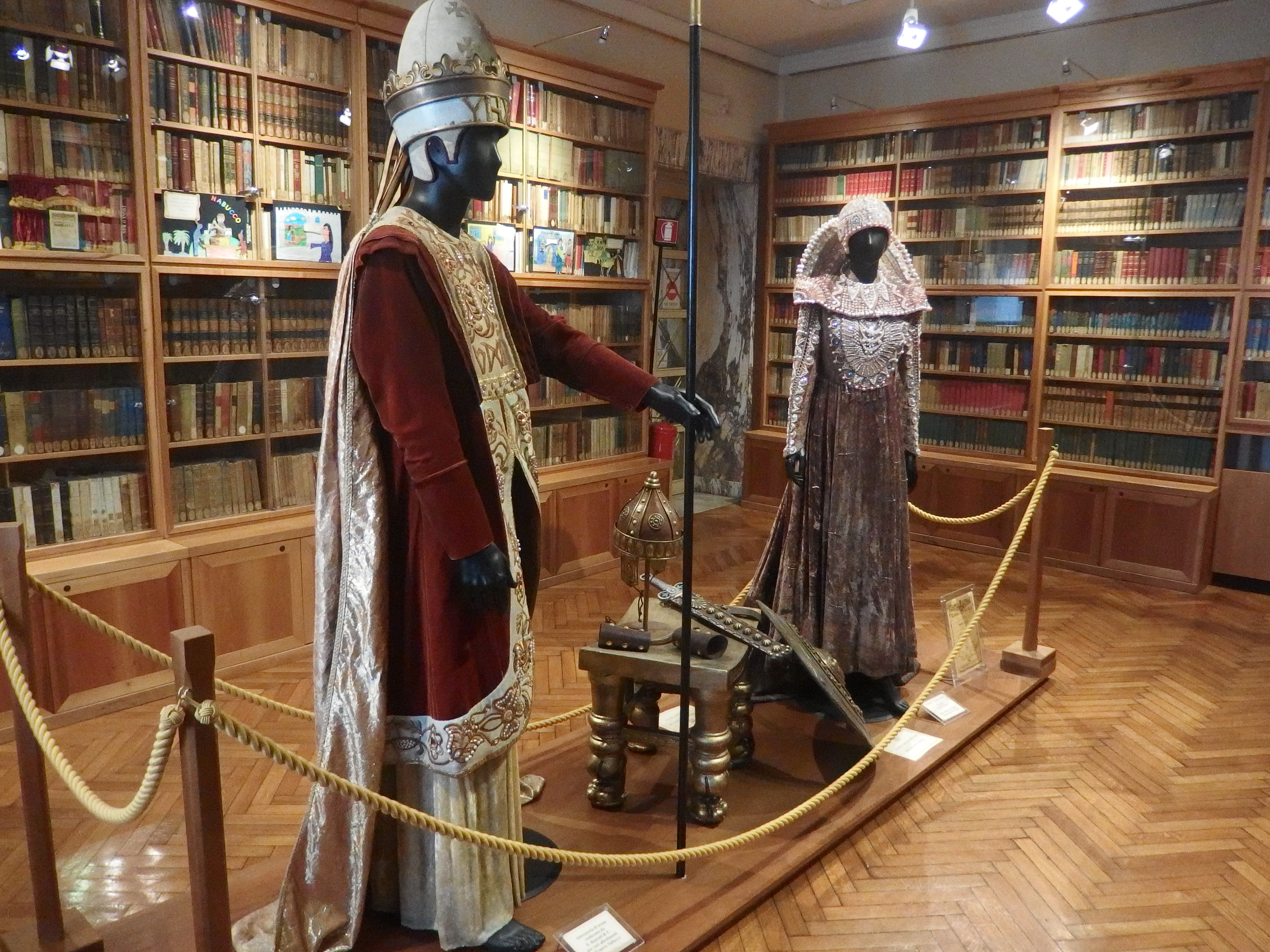
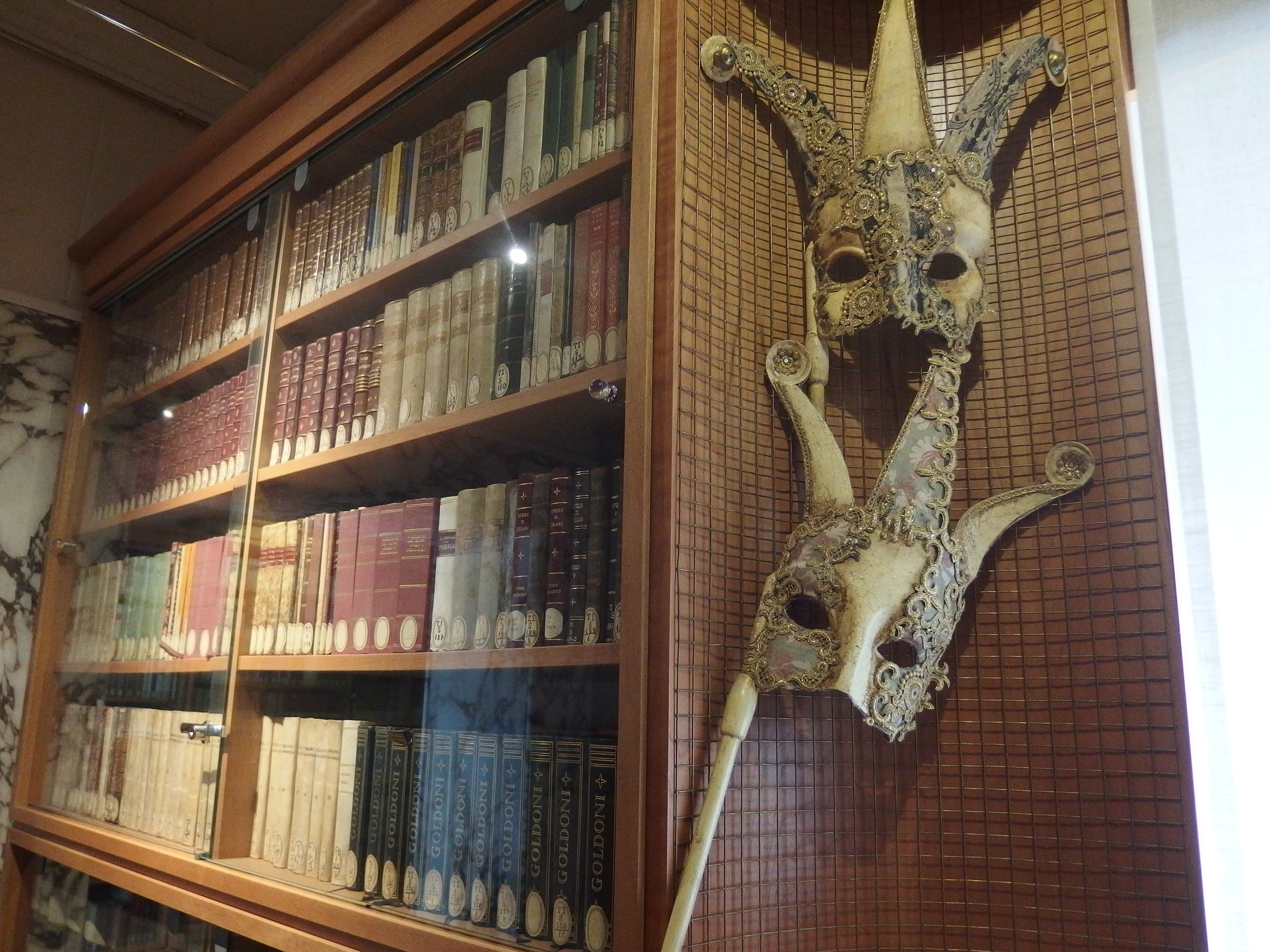